# کوین کیزلی
کوین کیزلی (انگلیسی: Kevin Caizley؛ زادهٔ ۲ دسامبر ۱۹۶۸) بازیکن فوتبال اهل بریتانیا است.
از باشگاه‌هایی که در آن بازی کرده‌است می‌توان به باشگاه فوتبال نیوکاسل یونایتد، باشگاه فوتبال هبورن تاون، باشگاه فوتبال بلیث اسپارتانس و باشگاه فوتبال دارلینگتون اشاره کرد.